# Eschalon: Book I
Eschalon: Book I — пошаговая компьютерная ролевая игра с изометрической графикой, разработанная студией Basilisk Games. Это первая игра в трилогии, действие которой происходит в фантастическом мире Эшалон.
Игра была выпущена для Windows 19 ноября 2007 года. Покупатели могли приобрести игру в цифровом формате или на компакт-диске. Версия для Macintosh была выпущена для цифровой загрузки только 11 декабря 2007 года. Версия для Linux также была выпущена для цифровой загрузки только 21 декабря. 14 января 2008 года Томас Ригсеккер, владелец Basilisk Games, объявил, что проданные на компакт-дисках версии будут содержать все три версии Eschalon: Book I.
Продолжение, Eschalon: Book II, было выпущено 12 мая 2010 года для Windows, и 26 мая для Linux и Mac OS X. Еще одно продолжение, Eschalon: Book III, вышло 14 февраля 2014 года.

## Игровой процесс
Действие Eschalon: Book I разворачивается в изометрической перспективе с пошаговыми боями. Игрок управляет персонажем, который создается в начале игры. На экране создания персонажа компьютер выдает случайное число от 7 до 14 для каждого из восьми атрибутов: Сила, Ловкость, Выносливость, Скорость, Интеллект, Мудрость, Восприятие и Концентрация. У игрока есть 15 очков, которые он может распределить между атрибутами, и он может заставить компьютер снова выдать случайные числа. Есть пять классов, 24 индивидуальных навыка и пять разных вариантов происхождения и убеждений, что позволяет использовать широкий спектр разных персонажей. В игре нет возможности выбора пола и расы. История вращается вокруг персонажа игрока, страдающего амнезией. Он обнаруживает землю, пострадавшую от войны, и начинает поиски, чтобы выяснить, кто он такой.
Игра полностью пошаговая, и на каждое действие игрока, будь то перемещение по миру, атака по врагу или взаимодействие с объектами на карте или в инвентаре, тратится один ход. Данная система вносит в игру элементы тактики. С некоторыми персонажами также можно общаться, чтобы получать задания и информацию, торговать, продавая и покупая (однако каждый торговец в игре покупает и продаёт только предметы определённых типов). Любое существо можно атаковать голыми руками или оружием. В ходе игры придётся взламывать двери, обнаруживать ловушки и разгадывать загадки. Мини-карта по умолчанию отсутствует, и лишь при наличии навыка картографии заполняется в правом верхнем углу при путешествии персонажа (с подробностями в зависимости от уровня навыка).

## Сюжет
Игра начинается в заброшенной деревне Элдерхоллоу, где персонаж игрока просыпается с амнезией. При обыске дома, в котором он проснулся, персонаж обнаруживает запечатанную записку. Автор записки утверждает, что знает героя, и заставляет его отправиться на северо-восток, в деревню Ариделл, чтобы встретиться с человеком по имени Мэддок и потребовать небольшой пакет, который тот охранял. Когда герой прибывает в Ариделл и получает посылку от Мэддока, внутри он обнаруживает небольшой мешочек, полный монет, и еще одну запечатанную записку. В этой новой записке подробно описывается ситуация: память персонажа была стёрта с помощью специальной сыворотки, а сам он был укрыт для собственной защиты. Автор продолжает: если герой хочет узнать свою настоящую личность, он должен получить свой амулет с кладбища Вечного сна на севере. После извлечения амулета из гроба недавно умершего аристократа автор просит вас найти женщину по имени Лилит, живущую в Лесу Переплетенного Древа, в «Сердце леса», и показать ей амулет.
Разговор с местными жителями в Ариделле показывает, что герой находится в Восточном Терморе, и что страна в настоящее время в состоянии войны с Оракурами, расой подземных жителей. Война ведется из-за кражи драгоценного камня, известного как «Суть веков», похищенного из Бастионного Шпиля, столицы Термора. Канцлер приказал всем солдатам искать Оракуров под землей, оставив поселения на произвол судьбы. Пока Стражи Содружества отсутствовали, гоблины воспользовались ситуацией и разрушили деревню Элдерхоллоу. Они также захватили Гриммхольд, крепость, которую использовали, чтобы проложить безопасный путь через Лес Переплетенного Древа.
Когда герой находит Лилит, она готова объяснить назначение его амулета, но не раньше, чем он убьёт Королеву Улья, угрожающую Лесу Переплетенного Древа. После того, как дело сделано, Лилит говорит, что амулет является ключом к секретному хранилищу. Лилит указывает герою на Блэкуотер, где находится хранилище, и показывает свой амулет, доказывая, что она не лжет. Прибыв в Блэкуотер, герой обнаруживает секретный проход, ведущий к хранилищу. Открыв сейф, соответствующий амулету, герой обнаруживает еще одну запечатанную записку вместе с «Сутью веков». Автор наконец раскрывает свою личность, и им оказывается сам герой. Он обнаружил драгоценный камень, обыскивая поле битвы гоблинов вместе со своим братом. Могущественный гоблин-шаман по имени Грамук использует технику под названием «Временная связь», чтобы отыскать людей, нашедших камень. Поэтому память героя была стерта — чтобы защитить его от Грамука и орды гоблинов. Однако брат был схвачен прежде, чем смог стереть свою память, и подвергся пыткам в Веле, некогда процветающем портовом городе, разрушенном гоблинами. Прежнее «я» героя считает, что Грамук влияет на канцлера, заставляя его принимать плохие военные решения, позволяющие гоблинам продвигаться глубже в Термор.
Герой прибывает в кишащий гоблинами город Вела и находит своего брата. Брат умоляет его предупредить Эрубора, могущественного волшебника, живущего в Шадоумирке, о Грамуке и ордах гоблинов. Шадоумирк — уединенное место обучения волшебников. После короткого воссоединения брат попросит убить его, чтобы прекратить его страдания. В Шадоумирке герой находит Эрубора, и все ему рассказывает. Гоблины украли «Суть веков», а Грамук манипулировал канцлером, заставив его поверить в то, что за это несут ответственность Оракуры. Эрубор просит героя отправиться в пустоши Кракамира и войти в Цитадель гоблинов, сердце врага, чтобы остановить Грамука. Ворота в Кракамир заперты, но игрок может найти альтернативные пути. Эрубор рассказывает о четырех специальных ключах, которые необходимы, чтобы углубиться в цитадель. У волшебника уже есть один, и он передает его герою. Эрубор объясняет, что еще один ключ находится в сообществе гигантов недалеко от Цитадели гоблинов. Они его союзники, и Эрубор сообщит их вождю Омару о прибытии героя. Омар передаст ключ только в том случае, если герой принесёт череп их бывшего вождя из Торндайка, заброшенного охотничьего угодья к северо-востоку от Блэкуотера. Два других ключа находятся у гоблинов-воителей: один в Веле, другой в Гриммхолде. Прежде чем герой уйдёт, Эрубор расскажет о портале в Цитадели, использованном для кражи «Сути веков», и о том, что при помощи него же можно вернуть драгоценный камень в Бастионный Шпиль.
Если игрок выполнит просьбу Омара, несколько гигантов помогут штурмовать вход в Цитадель гоблинов. Используя четыре гоблинских ключа, игрок может проникнуть глубже в Цитадель. В логове Грамука герой получит предложение от шамана: отдать «Суть веков» и покинуть Термор, и тогда Грамук даст герою достаточно золота, чтобы хватило на всю жизнь. Если согласиться, Грамук сдержит свое слово, и Термор падет от орд гоблинов. Если отказаться, Грамук нападет вместе с несколькими большими пауками. После победы над Грамуком открывается доступ к секретному порталу Бастионного Шпиля. Войдя в портал, игрок может либо вернуть «Суть веков» и позволить Термору восстановиться, либо убить канцлера, пока он уязвим. Если игрок вернет драгоценный камень, канцлер проснется от своего кошмара.

## Версии
Eschalon: Book I доступна для прямой загрузки или в виде версии на компакт-диске. Версия Eschalon: Book I на компакт-диске изначально была доступна только для Windows и включала следующие дополнения:
- Цифровая карта Термора в высоком разрешении
- Расширенная музыкальная дорожка основной темы
- Тизер-трейлер, отформатированный для проигрывателя Windows Media и DivX.
- Семь уникальных скриншотов с примечаниями по ходу игры «Eschalon: Book I».

Томас Ригсеккер объявил 14 января 2008 года, что будущие компакт-диски будут включать версии для всех трёх платформ (Windows, Macintosh и Linux). Между новой версией компакт-диска и оригиналом есть два различия: «слегка измененная оболочка DVD, а сам диск имеет зеленый градиент вместо коричневого, как на диске только для Windows». Дополнительные возможности остаются прежними. 

## Критика
Eschalon: Book I в целом получила положительные отзывы игровых критиков, набрав 75% на Metacritic на основе четырёх обзоров. Macworld присвоил игре оценку 3,5 из 5, заявив, что «Eschalon: Book I — отличная попытка создать ролевую игру старой школы, в которую стоит поиграть и которая определенно стоит времени на загрузку». RPG Codex оставил игре положительный отзыв, в частности, похвалив музыку: «Это идеальный саундтрек для изображенных локаций, он правильно создает настроение и, хотя количество треков довольно мало, умудряется не наскучить».  В интервью в сентябре 2009 года Ригсеккер сообщил, что продажи оказались на 25% выше, чем первоначально планировалось, и что примерно через год после выпуска игры они получили прибыль. Он также разбил продажи игр по платформам: 48% Windows, 42% Macintosh и 10% Linux. Linux Format провел обзор игры и дал ей оценку 7/10.

## Награды
- 2007 "Инди RPG года" – Eschalon: Book 1 (RPGWatch)[10]
- 2007 "Инди RPG года" – Eschalon: Book 1 (Gaming with Children)[11]
- 2007 "Независимая RPG года" Второе место – Eschalon: Book 1 (GameBanshee)[12]